# Archiva Vol. 1 & 2
Archiva Vol. 1 & 2 es un álbum recopilatorio de la banda británica de rock progresivo Asia y fue publicado en 2005. Fue relanzado cinco años después, en el 2010, que incluye fotos, demos y material extra.. 
Este disco, como su nombre lo menciona, compila los dos álbumes Archiva Vol. 1 y Archiva Vol. 2, los cuales contiene material inédito grabado entre 1988 y 1996 por diferentes músicos invitados.
La edición especial de Archiva Vol. 1 & 2 (la cual fue lanzada meses después), a diferencia de la versión original, incluye cuatro canciones más; «Anytime», «Little Rich Boy» que fueron incluidos en versiones editadas, «Turn It Down», que fue mezclada con un estilo étnico y «Open Your Eyes» en versión acústica.

## Lista de canciones

### Disco uno
| Side one |                           |                             |          |  |
| N.º      | Título                    | Escritor(es)                | Duración |  |
| 1.       | «Heart of Gold»           | Geoff Downes / John Payne   | 4:46     |  |
| 2.       | «Tears»                   | Downes / Johnny Warman      | 4:58     |  |
| 3.       | «Fight Against the Tide»  | Downes / Payne              | 5:30     |  |
| 4.       | «We Fall Apart»           | Downes / Payne              | 4:57     |  |
| 5.       | «The Mariner's Dream»     | Payne                       | 1:27     |  |
| 6.       | «Boys From Diamond City»  | Downes / Payne              | 5:43     |  |
| 7.       | «A.L.O.»                  | Payne / Andy Nye            | 3:40     |  |
| 8.       | «Reality»                 | Downes / Payne              | 4:29     |  |
| 9.       | «I Can't Wait a Lifetime» | Payne / Nye                 | 3:34     |  |
| 10.      | «Dusty Road»              | Downes / Max Bacon          | 4:30     |  |
| 11.      | «I Believe»               | Payne / Nye                 | 3:42     |  |
| 12.      | «Ginger»                  | Downes / Payne / Steve Howe | 2:03     |  |

#### Edición especial
| Side one |                             |                      |          |  |
| N.º      | Título                      | Escritor(es)         | Duración |  |
| 13.      | «Anytime» (versión editada) | Downes / Payne       | 3:47     |  |
| 14.      | «Open Your Eyes» (acústico) | Downes / John Wetton | 6:29     |  |

### Disco dos
| Side one |                           |                                   |          |  |
| N.º      | Título                    | Escritor(es)                      | Duración |  |
| 1.       | «Obsession»               | Payne / Steve Rodford             | 4:57     |  |
| 2.       | «Moon Under the Water»    | Warman                            | 4:02     |  |
| 3.       | «Love Like the Video»     | Payne                             | 3:53     |  |
| 4.       | «Don't Come to Me»        | Eddie Schwartz                    | 4:53     |  |
| 5.       | «The Smoke That Thunders» | Downes / Payne / Carl Palmer      | 3.28     |  |
| 6.       | «Satellite Blues»         | Downes / Warman                   | 4:47     |  |
| 7.       | «Showdown»                | Jeff Lynne                        | 4:47     |  |
| 8.       | «That Season»             | Downes / Payne                    | 4:52     |  |
| 9.       | «Can't Tell These Walls»  | Payne / Nye                       | 4:05     |  |
| 10.      | «The Higher You Climb»    | Downes / Warman / Jane Woolfenden | 3:25     |  |
| 11.      | «Right to Cry»            | Downes / Nye                      | 3:35     |  |
| 12.      | «Armenia»                 | Downes / Payne                    | 5:02     |  |

#### Edición especial
| Side one |                                     |                                  |          |  |
| N.º      | Título                              | Escritor(es)                     | Duración |  |
| 13.      | «Little Rich Boy» (versión editada) | Downes / Payne                   | 3:41     |  |
| 14.      | «Turn It Down» (mezcla étnica)      | Downes / Payne / Michael Sturgis | 4:16     |  |

## Formación

### Disco uno
- John Payne — voz principal, bajo y guitarra (en las canciones 3, 4, 5, 7, 9, y 11)
- Geoff Downes — teclados y programador
- Al Pitrelli — guitarra (en las canciones 1 y 8)
- Anthony Glynne — guitarra (en la canción 1)
- Scott Gorham — guitarra (en las canción 6)
- Adrian Dessent — guitarra (en la canción 10)
- Steve Howe — guitarra (en la canción 12)
- Nigel Glockler — batería
- Michael Sturgis — batería
- Andy Nye — teclados adicionales y programador

### Disco dos
- John Payne — voz principal, bajo y guitarra (en las canciones 3, 4, 5, 7 y 9)
- Geoff Downes — teclados y programador
- Al Pitrelli — guitarra (en la canción 1)
- Anthony Glynne — guitarra (en la canción 1)
- Adrian Dessent — guitarra (en la canción 6)
- Elliott Randall — guitarra (en la canción 8)
- Scott Gorham — guitarra (en la canción 10)
- Nigel Glockler — batería (en la canción 1)
- Trevor Thornton — batería (en la canción 2)
- Carl Palmer — batería (en la canción 5)
- Preston Hayman — batería (en la canción 6)
- Luis Jardim — batería (en la canción 8)
- Michael Sturgis — batería (en la canción 10)
- Andy Nye — teclados adicionales y programador